# مئوبک
مئوبک (به فرانسوی: Méobecq) یک کمون در فرانسه است که در اندر واقع شده‌است. مئوبک ۳۵٫۵۶ کیلومتر مربع مساحت و ۳۶۴ نفر جمعیت دارد و ۱۲۲ متر بالاتر از سطح دریا واقع شده‌است.